# Бухал
Бухалът (Bubo bubo) е най-едрата нощна граблива птица, срещаща се в България.

## Физически характеристики
Дължината на тялото достига до около 67 cm, а тази на крилете – до 1,4 – 2 m. Теглото им е около 3 kg. Очите и човката му са разположени на своеобразно лице, характерно за Совови.

## Разпространение и популации
Бухалът се среща само в изолирани места, но като цяло на обширни територии от Европа и Азия: в стари широколистни и иглолистни гори, степи, полупустини, влажни низини и сухи скалисти терени.

## Начин на живот и хранене
Бухалът ловува през нощта. В различните области плячка за него са най-разнообразни животни – плъхове, мишки, зайци. Яде и мърша от тези видове, както и млади и възрастни лисици, златки и други хищници до едри насекоми, най-често бръмбари, дори раци и риба. Особено обича таралежи и змии, като не се страхува от отровата на пепелянката. Напада и черни, и степни порове, прилепи, които улавя, докато почиват кацнали, и почти всички по-дребни птици в ловния му участък. В по-голямата част от ареала си, бухалът се храни основно с бозайници (60 – 65 %) и птици (30 – 35 %)
С храненето си, бухалът отдавна е доказал, че е една полезна птица от гледна точка на стопанските интереси на човека. Поради нежния си стомах след поглъщането на храната той повръща твърдите образувания на своите жертви.

## Размножаване
Брачният период започва през февруари. Гнезди в скални пукнатини и надвеси на земята и рядко в хралупи на дървета. В края на март снася от 2 до 4 яйца на интервал от 2 до 4 дни. Затова излюпените след 35-дневно мътене малки са с различна възраст. Рядко храната стига за всичките, особено ако са 5 или 6. Тогава най-едрите бухалчета разкъсват и изяждат по-малките. Малките започват да летят през юли. Младите бухали стават полово зрели на втората година.